# Zvirinovik
Koordinati:   42°54′43″N, 16°43′34″E
Zvirinovik je majhen nenaseljen otoček v Jadranskem morju. Pripada Hrvaški.
Zvirinovik leži južno od otoka Korčula, pred naseljem Karbuni, od katerega je oddaljen okoli 1 km. Površina otočka meri 0,405 km². Dolžina obalnega pasu je 4,21 km. Najvišji vrh je visok 56 mm.